# Temporada 1981-82 de los Philadelphia 76ers
La temporada 1981-82 fue la trigésimo tercera de los Philadelphia 76ers en la NBA, y la decimonovena en Filadelfia, Pensilvania, tras haber jugado hasta entonces en Syracuse bajo el nombre de Syracuse Nationals. La temporada regular acabó con 58 victorias y 24 derrotas, ocupando el tercer puesto de la conferencia Este, clasificándose para los playoffs, en los que alcanzaron las Finales, en las que cayeron ante Los Angeles Lakers.

## Elecciones en elDraft
| Ronda | Puesto | Jugador          | Posición  | Nacionalidad   | Universidad     |
| ----- | ------ | ---------------- | --------- | -------------- | --------------- |
| 1     | 22     | Franklin Edwards | Base      | Estados Unidos | Cleveland State |
| 2     | 46     | Vernon Smith     | Ala-Pívot | Estados Unidos | Texas A&M       |

## Temporada regular
| División Atlántico   | División Atlántico | División Atlántico | División Atlántico | División Atlántico | División Atlántico | División Atlántico | División Atlántico | División Atlántico |
| Equipo               | G                  | P                  | %                  | PD                 | Casa               | Fuera              | Div                |                    |
| -------------------- | ------------------ | ------------------ | ------------------ | ------------------ | ------------------ | ------------------ | ------------------ | ------------------ |
| y-Boston Celtics     | 63                 | 19                 | .768               | –                  | 35–6               | 28–13              | 20–4               |                    |
| x-Philadelphia 76ers | 58                 | 24                 | .707               | 5.0                | 32–9               | 26–15              | 16–8               |                    |
| x-New Jersey Nets    | 44                 | 38                 | .537               | 19.0               | 25–16              | 19–22              | 12–12              |                    |
| x-Washington Bullets | 43                 | 39                 | .524               | 20.0               | 22–19              | 21–20              | 7–17               |                    |
| New York Knicks      | 33                 | 49                 | .402               | 30.0               | 19–22              | 14–27              | 5–19               |                    |

## Playoffs

### Primera ronda
Philadelphia 76ers  vs. Atlanta Hawks
| Fecha       | Partido                                  | Ciudad     |
| ----------- | ---------------------------------------- | ---------- |
| 21 de abril | Philadelphia 76ers 111, Atlanta Hawks 76 | Filadelfia |
| 23 de abril | Atlanta Hawks 95, Philadelphia 76ers 98  | Atlanta    |
|             | Philadelphia 76ers gana las series 2-0   |            |

### Semifinales de Conferencia
Philadelphia 76ers vs. Milwaukee Bucks 
| Fecha       | Partido                                     | Ciudad     |
| ----------- | ------------------------------------------- | ---------- |
| 25 de abril | Philadelphia 76ers 125, Milwaukee Bucks 122 | Filadelfia |
| 28 de abril | Philadelphia 76ers 120, Milwaukee Bucks 108 | Filadelfia |
| 1 de mayo   | Milwaukee Bucks 92, Philadelphia 76ers 91   | Milwaukee  |
| 2 de mayo   | Milwaukee Bucks 93, Philadelphia 76ers 100  | Milwaukee  |
| 5 de mayo   | Philadelphia 76ers 98, Milwaukee Bucks 110  | Filadelfia |
| 7 de mayo   | Milwaukee Bucks 90, Philadelphia 76ers 102  | Milwaukee  |
|             | Philadelphia 76ers gana las series 4-2      |            |

### Finales de Conferencia
Boston Celtics vs. Philadelphia 76ers
| Fecha      | Partido                                    | Ciudad     |
| ---------- | ------------------------------------------ | ---------- |
| 9 de mayo  | Boston Celtics 121, Philadelphia 76ers 81' | Boston     |
| 13 de mayo | Boston Celtics 113, Philadelphia 76ers 121 | Boston     |
| 15 de mayo | Philadelphia 76ers 99, Boston Celtics 97   | Filadelfia |
| 16 de mayo | Philadelphia 76ers 119, Boston Celtics 94  | Filadelfia |
| 19 de mayo | Boston Celtics 114, Philadelphia 76ers 85  | Boston     |
| 21 de mayo | Philadelphia 76ers 75, Boston Celtics 88   | Filadelfia |
| 23 de mayo | Boston Celtics 106, Philadelphia 76ers 120 | Boston     |
|            | Philadelphia 76ers gana las series 4-3     |            |

### Finales de la NBA
Philadelphia 76ers vs. Los Angeles Lakers
| Fecha      | Partido                                        | Ciudad      |
| ---------- | ---------------------------------------------- | ----------- |
| 27 de mayo | Philadelphia 76ers 117, Los Angeles Lakers 124 | Filadelfia  |
| 30 de mayo | Philadelphia 76ers 110, Los Angeles Lakers 94  | Filadelfia  |
| 1 de junio | Los Angeles Lakers 129, Philadelphia 76ers 108 | Los Ángeles |
| 3 de junio | Los Angeles Lakers 111, Philadelphia 76ers 101 | Los Ángeles |
| 6 de junio | Philadelphia 76ers 135, Los Angeles Lakers 102 | Filadelfia  |
| 8 de junio | Los Angeles Lakers 114, Philadelphia 76ers 104 | Los Ángeles |
|            | Los Angeles Lakers gana las series 4-2         |             |

## Estadísticas
| Rk | Jugador          | Edad | P  | PT | MP   | TC  | TCI  | %TC  | T3  | T3I | %T3   | TL  | TLI | %TL  | RO  | RD  | RT  | AS  | RB  | TAP | BP  | FP  | PTS  |
| -- | ---------------- | ---- | -- | -- | ---- | --- | ---- | ---- | --- | --- | ----- | --- | --- | ---- | --- | --- | --- | --- | --- | --- | --- | --- | ---- |
| 1  | Julius Erving    | 31   | 81 | 81 | 34.4 | 9.6 | 17.6 | .546 | 0.0 | 0.1 | .273  | 5.1 | 6.7 | .763 | 2.7 | 4.2 | 6.9 | 3.9 | 2.0 | 1.7 | 2.6 | 2.8 | 24.4 |
| 2  | Maurice Cheeks   | 25   | 79 | 79 | 31.6 | 4.5 | 8.6  | .521 | 0.1 | 0.3 | .273  | 2.2 | 2.8 | .777 | 0.6 | 2.5 | 3.1 | 8.4 | 2.6 | 0.4 | 2.3 | 3.1 | 11.2 |
| 3  | Caldwell Jones   | 31   | 81 | 47 | 30.2 | 2.9 | 5.7  | .497 | 0.0 | 0.0 | .000  | 2.2 | 2.7 | .817 | 2.0 | 6.7 | 8.7 | 1.2 | 0.5 | 1.8 | 1.9 | 3.7 | 7.9  |
| 4  | Bobby Jones      | 30   | 76 | 73 | 28.7 | 5.5 | 9.7  | .564 | 0.0 | 0.0 | .000  | 3.5 | 4.4 | .790 | 1.4 | 3.7 | 5.2 | 2.5 | 1.3 | 1.5 | 1.9 | 2.8 | 14.4 |
| 5  | Lionel Hollins   | 28   | 81 | 81 | 27.9 | 4.7 | 9.8  | .477 | 0.0 | 0.2 | .125  | 1.6 | 2.3 | .702 | 0.4 | 1.9 | 2.3 | 3.9 | 1.3 | 0.2 | 1.8 | 2.4 | 11.0 |
| 6  | Andrew Toney     | 24   | 77 | 1  | 24.8 | 6.6 | 12.7 | .522 | 0.3 | 0.8 | .424  | 2.9 | 4.0 | .742 | 0.6 | 1.2 | 1.7 | 3.7 | 0.8 | 0.2 | 2.8 | 3.5 | 16.5 |
| 7  | Darryl Dawkins   | 25   | 48 | 36 | 23.4 | 4.3 | 7.6  | .564 | 0.0 | 0.0 | .000  | 2.4 | 3.4 | .695 | 1.4 | 4.9 | 6.4 | 1.1 | 0.4 | 1.1 | 2.0 | 4.0 | 11.0 |
| 8  | Mike Bantom      | 30   | 43 | 1  | 22.8 | 3.6 | 7.1  | .510 | 0.0 | 0.1 | .333  | 1.6 | 2.7 | .588 | 2.0 | 3.2 | 5.3 | 1.1 | 0.6 | 0.9 | 1.5 | 3.1 | 8.8  |
| 9  | Steve Mix        | 34   | 75 | 0  | 16.5 | 2.7 | 5.3  | .506 | 0.0 | 0.1 | .250  | 1.8 | 2.3 | .791 | 1.2 | 1.8 | 3.0 | 1.2 | 0.6 | 0.2 | 0.9 | 1.1 | 7.2  |
| 10 | Earl Cureton     | 24   | 66 | 8  | 14.5 | 2.3 | 4.6  | .487 | 0.0 | 0.0 | .000  | 0.8 | 1.4 | .543 | 1.4 | 2.7 | 4.1 | 0.5 | 0.5 | 0.4 | 0.7 | 2.2 | 5.3  |
| 11 | Clint Richardson | 25   | 77 | 0  | 13.5 | 1.8 | 4.0  | .452 | 0.0 | 0.0 | 1.000 | 0.9 | 1.1 | .784 | 0.7 | 0.8 | 1.5 | 1.4 | 0.5 | 0.1 | 1.0 | 1.4 | 4.6  |
| 12 | Franklin Edwards | 22   | 42 | 3  | 6.9  | 1.5 | 3.6  | .433 | 0.0 | 0.2 | .000  | 0.5 | 0.6 | .741 | 0.2 | 0.4 | 0.6 | 1.1 | 0.4 | 0.1 | 0.6 | 0.9 | 3.6  |
| 13 | Ollie Johnson    | 32   | 26 | 0  | 5.8  | 1.0 | 2.1  | .500 | 0.0 | 0.1 | .333  | 0.2 | 0.3 | .857 | 0.3 | 0.6 | 0.8 | 0.4 | 0.5 | 0.1 | 0.5 | 1.1 | 2.3  |

## Galardones y récords
| Jugador        | Galardón                                    |
| Julius Erving  | Mejor quinteto de la NBA All-Star           |
| Bobby Jones    | Mejor quinteto defensivo de la NBA All-Star |
| Caldwell Jones | Mejor quinteto defensivo de la NBA          |